# Lomboksundet

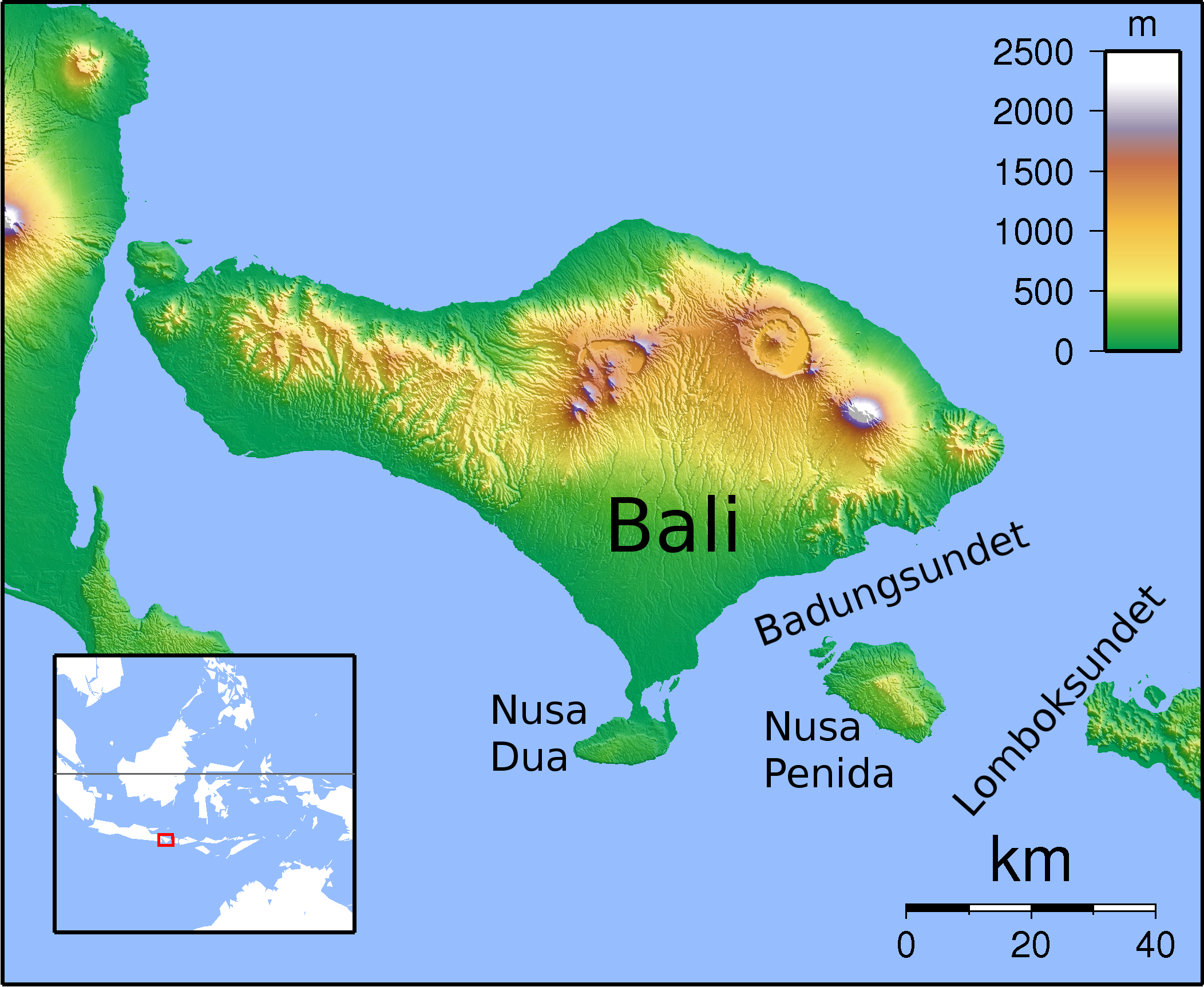
Lomboksundet ligger sydost om Bali.

Lomboksundet (indonesiska: Selat Lombok) är ett sund mellan de indonesiska öarna Bali och Lombok, som förbinder Indiska oceanen med Balihavet. Sundet är som smalast 18 kilometer brett, och omkring 60 kilometer långt.
Lomboksundet är omkring 250 meter djupt, och används därför som alternativ farled av skepp som är för djupgående för Malackasundet på vägen mellan Indiska oceanen och Stilla havet.
Sundet utgör en del av en tydlig biogeografisk gräns mellan Sydostasiens och den australiska regionens fauna, en skiljelinje som kallas Wallacelinjen.